# Pla de l'Estepar

El Pla de l'Estepar respecte del terme de Castellcir

El Pla de l'Estepar és un pla agrícola del terme municipal de Castellcir, a la comarca del Moianès.
És a prop i al nord de la masia del Bosc i a llevant de Sant Andreu de Castellcir, al sud-est el Gurugú i de la Serra de Roca-sitjana, a ponent de la Baga de la Balma Fosca, al nord-oest de la Solella del Bosc i al nord-est dels Plans de la Sala. Al seu sud-oest s'estén el Bosc del Bosc.

## Etimologia
Aquest pla rep el nom de la planta que s'hi troba en abundància: l'estepa.